# Марсель, Жан-Жак
Жан-Жак Марсе́ль (фр. Jean-Jacques Marcel; 13 июня 1931, Бриньоль — 3 октября 2014, XIII округ Марселя) — французский футболист, полузащитник.

## Клубная карьера
Во взрослом футболе дебютировал в 1949 году выступлениями за клуб «Сошо», в котором провёл пять сезонов, приняв участие в 116 матчах чемпионата. Большую часть времени, проведённого в составе «Сошо», был основным игроком команды.
Своей игрой за эту команду привлёк внимание представителей тренерского штаба клуба «Олимпик» из Марселя, к которому присоединился в 1954 году. Сыграл за команду из Марселя пять сезонов.
В течение 1959—1960 годов защищал цвета команды клуба «Тулон».
Завершил профессиональную игровую карьеру в парижском «Расинге», за который выступал на протяжении 5 лет.

## Выступление за сборную
В 1953 году дебютировал за сборную Франции. На протяжении карьеры в национальной команде, которая длилась 9 лет, провёл в форме главной команды страны 44 матча, забив 3 гола.
В составе сборной был участником чемпионата мира 1954 в Швейцарии, чемпионата мира 1958 в Швеции, на котором команда завоевала бронзовые медали, а также на Чемпионате Европы 1960 во Франции.

## После карьеры
Вернулся в родной город и играл в качестве любителя. После работал в французской фирме «Le Coq Sportif». Жил в небольшом городке между Фрежюсом и Экс-ан-Провансом.